# 黔齿鱼属
黔齿鱼属（学名：Qianodus，来自贵州省别称“黔”和希腊语“ὀδούς”（odus，意为“牙齿”））是一类已灭绝的有颌脊椎动物，以发现于中国下志留纪地层（埃隆期，439百万年前）的牙齿为基础进行描述。本属唯一物种为模式种双列黔齿鱼（Qianodus duplicis），其根据被称为齿旋（Tooth whorl）的复合牙齿结构中进行描述，每个齿旋由螺旋形底座承载的多枚牙齿组成。黔齿鱼属的齿旋代表了最古老的有齿脊椎动物的明确化石，比之前的最早化石记录早了约1400万年。该属标本来源于中国贵州省雷家屯村附近的荣溪组石灰岩砾岩层。这些地层被解释为潮汐沉积带，是荣溪组浅海地区的一部分。

## 形态发育
黔齿鱼属的齿旋上有23枚大小不一的牙齿，大小从1.5毫米到2.5毫米不等。齿旋的一个显著特征是由齿旋基部凸起的内侧区域承载着一对初级齿列。这些牙齿朝向齿旋内侧（舌侧）部分的尺寸逐渐增大。黔齿鱼属的齿旋与其他脊椎动物的齿旋的不同之处在于两个初级齿列之间的位置偏移。这种齿列的不对称性反映在标本中，标本表现出了更多唇侧（祖）齿列的左侧或右侧构型。这被视为上齿旋与下颌支相对位置的证据，并与其他证据相结合，表明前齿系是由沿下颌长度分布的紧密相邻的齿旋组成的。
齿旋基部较高，具有陡峭的侧面，带有平行于齿旋顶部的呈拱形排列的小的附属齿。最早长出的每排副齿位于主齿旋上齿列唇侧的顶端。
与现代鲨鱼不断脱落的牙齿不同，黔齿鱼属的齿旋在其的一生中都保留了不断增大的牙齿。齿旋上的牙齿逐渐增大和齿旋基部增宽是为了适应发育过程中颌骨尺寸不断增大。
两件黔齿鱼属标本的齿旋明显较小，牙齿代系也较少，代表了黔齿鱼属的早期发育阶段。与数量更多的成熟齿旋的对比表明，初级齿列是最先形成的，而侧（副）齿旋是在发育阶段后期出现的。

## 系统发生学
根据从数量有限的可用标本中获得的牙齿特征，黔齿鱼属被归类为幹群软骨鱼。离散的齿旋出现在冠群有颌类的两个主要分支——硬骨鱼和软骨鱼中，但尚未在它们的盾皮鱼祖先中发现过。科学家提出黔齿鱼属以齿旋为基础的齿系是软骨鱼类的衍生特征，这在包括栅棘鱼目棘鱼类在内的许多幹群软骨鱼类世系中都有发现。